# Bruce Golding
Orette Bruce Golding (Chapelton, Jamaica, 5 de dezembro de 1947) é um político jamaicano, foi primeiro-ministro da Jamaica de 11 de setembro de 2007 a 23 de outubro de 2011. Foi também líder do Partido Trabalhista da Jamaica (JLP) de 21 de janeiro de 2005 até 20 de novembro de 2011.